# Federazione calcistica di Turks e Caicos
La Federazione calcistica di Turks e Caicos, ufficialmente Turks and Caicos Islands Football Association, fondata nel 1996, è il massimo organo amministrativo del calcio in Turks e Caicos. Affiliata alla CONCACAF dal 1996 e alla FIFA dal 1998, essa è responsabile della gestione del campionato di calcio e della nazionale di calcio dell'arcipelago.